# Willibald Pirckheimer (Dürer)
Le portrait de Willibald Pirckheimer est une gravure sur cuivre au burin réalisée en 1524 par l'artiste de la Renaissance allemande Albrecht Dürer (1471-1528).

## Histoire
Dürer immortalisa les grands humanistes de son temps et de son entourage, au premier rang desquels se trouvait Willibald Pirckheimer. L'homme, que Maximilien Ier décrivait comme le plus cultivé de son empire, avait étudié pendant sept ans auprès de l'université de Padoue et de celle de Pavie et sans doute joué un rôle dans l'éveil de Dürer à l'Italie et à l'antique. Il introduisit l'artiste dans les cénacles savants de Nuremberg et fit même pour lui figure de mentor intellectuel, dont l'influence fut selon toute vraisemblance considérable sur son œuvre et sur sa carrière. Tous deux entretinrent une amitié longue et intime, comme en témoigne leur correspondance. 
Alors qu'il venait, en 1523, de se retirer du Conseil de la ville, Pirckheimer, qui vingt temps auparavant, avait déjà été portraituré par son ami (Berlin) fait l'objet d'une nouvelle effigie, peut-être commandée pour l'occasion, où il est dépeint avec réalisme, sans concession.
La gravure était destinée à être envoyée à des amis de l'érudit, parmi lesquels Érasme, qui l'accrocha dans sa propre chambre.

## Analyse
Le colosse de cinquante-trois ans est ici au terme d'une vie bien remplie, la mine lasse, les yeux globuleux, les traits épais. La lumière joue entre les poils luisants de la fourrure du riche patricien. Sa flaccidité physique contraste avec la vivacité de son esprit, comme le souligne l'inscription latine inspirée de Tite-Live, sans doute composée par ses soins : « c'est par l'esprit que l'on vit ».